# 신소정 (1991년)
신소정(1991년 ~)은 대한민국 프로야구 前 롯데 자이언츠의 배트걸로 화제가 되었다.

## 생애
동아대학교 무용학과 3학년이었던 그는 휴학한 뒤 아르바이트로 KBO 리그 롯데 자이언츠의 배트걸로 활동 중 2012년 5월 19일 부산 사직구장 경기에서 강민호의 100호 홈런을 치고 덕아웃으로 들어올때 양승호 감독의 배려로 하이파이브를 하면서 화제되었다. 인기 여파로 온라인게임 야구9단의 CF모델로 발탁되기도 하였다.

## 학력
동아대학교 무용학과(휴학)